# Pristimantis eurydactylus
Espèce
Synonymes
- Eleutherodactylus eurydactylus Hedges & Schluter, 1992

Statut de conservation UICN

 LC  : Préoccupation mineure
Pristimantis eurydactylus est une espèce d'amphibiens de la famille des Craugastoridae.

## Répartition
Cette espèce se rencontre, :
- au Pérou vers 220 m d'altitude  à Panguana et entre 800 et 1 380 m dans la serranía de Sira dans les régions de Huánuco et d'Ucayali ;
- au Brésil vers 200 m d'altitude dans le haut bassin amazonien dans les États d'Acre et d'Amazonas.

## Publication originale
- Hedges & Schlüter, 1992 : Eleutherodactylus eurydactylus, a new species of frog from central Amazonian Peru (Anura: Leptodactylidae). Copeia, vol. 1992, no 4, p. 1002-1006 (texte intégral).